# Halvöns naturreservat
Halvön är ett naturreservat i Falkenbergs kommun i Halland.
I reservatet växer främst hedbokskog men också gran och björkädellövskog med bok och ek. 